# Sabrina Filzmoser
Sabrina Filzmoser (Wels, 12 de junio de 1980) es una deportista austríaca que compitió en judo.
Ganó dos medallas de bronce en el Campeonato Mundial de Judo entre los años 2005 y 2010, y nueve medallas en el Campeonato Europeo de Judo entre los años 2003 y 2014.
En los Juegos Europeos de Minsk 2019 consiguió una medalla de bronce en la prueba de equipo mixto.
Participó en cuatro Juegos Olímpicos de Verano, entre los años 2008 y 2020, ocupando el séptimo lugar en Londres 2012, en la categoría de –57 kg.

## Palmarés internacional
| Campeonato Mundial | Campeonato Mundial      | Campeonato Mundial | Campeonato Mundial |
| Año                | Lugar                   | Medalla            | Categoría          |
| ------------------ | ----------------------- | ------------------ | ------------------ |
| 2005               | El Cairo (Egipto)       | Medalla de bronce  | –57 kg             |
| 2010               | Tokio (Japón)           | Medalla de bronce  | –57 kg             |
| Juegos Europeos    |                         |                    |                    |
| Año                | Lugar                   | Medalla            | Categoría          |
| 2019               | Minsk (Bielorrusia)     | Medalla de bronce  | Equipo mixto       |
| Campeonato Europeo |                         |                    |                    |
| Año                | Lugar                   | Medalla            | Categoría          |
| 2003               | Düsseldorf (Alemania)   | Medalla de bronce  | –57 kg             |
| 2005               | Róterdam (Países Bajos) | Medalla de bronce  | –57 kg             |
| 2006               | Tampere (Finlandia)     | Medalla de bronce  | –57 kg             |
| 2007               | Belgrado (Serbia)       | Medalla de bronce  | –57 kg             |
| 2008               | Lisboa (Portugal)       | Medalla de oro     | –57 kg             |
| 2010               | Viena (Austria)         | Medalla de plata   | –57 kg             |
| 2011               | Estambul (Turquía)      | Medalla de oro     | –57 kg             |
| 2013               | Budapest (Hungría)      | Medalla de plata   | –57 kg             |
| 2014               | Montpellier (Francia)   | Medalla de bronce  | –57 kg             |